# Сухины (Харьковская область)
Сухины (укр. Сухини), село, 
Сухининский сельский совет,
Богодуховский район,
Харьковская область.
Код КОАТУУ — 6320888101. Население по переписи 2001 г. составляет 248 (103/145 м/ж) человек.
Является административным центром Сухининский сельский совет, в который, кроме того, входят
посёлок
Гавриши и
сёла
Кияны,
Павлово и
Скосогоровка.

## Географическое положение
Село Сухины находится в 2-х км от реки Сухой Мерчик (правый берег).
Через село протекает безымянный ручей на котором сделано несколько запруд.
Рядом находится железнодорожная станция Сухины.
В 4-х км проходит автомобильная дорога Р-22.

## История
- 1887 — дата основания.
- При СССР в селе был организован и работал колхоз «Дружба», в котором были весовая, две мастерские, склад ГСМ, четыре номерных фермы, молочно-товарные фермы - в селе Кияны и в селе Скосогоровка, детский сад[1].

## Экономика
- В селе при СССР были молочно-товарные фермы.
- ЧП «Слобожанское» - специализация КРС, молоко, подсолнечник, овощи, свекла, зерно, зернобобовые, силос.

## Объекты социальной сферы
- Сухиновский фельдшерско-акушерский пункт.
- Клуб.

## Достопримечательности
- Братская могила советских воинов, среди которых похоронен Данилов А.Б. – Герой Советского Союза и Памятный знак воинам-односельчанам. Похоронено 63 воина.